# 불가리아의 국기

불가리아의 국기 비율 3:5

불가리아의 국기는 가로세로 비율 5:3에 하양, 초록, 빨강 세 가지 색의 가로 줄무늬로 구성되어 있다. 하양은 자유와 평화를, 초록은 삼림을, 빨강은 자유를 위해 목숨을 바친 피를 의미한다.
이 국기는 1879년 오스만 제국으로부터 독립하면서 처음 제정되었다. 공산주의 정권 시대였던 1946년부터 1990년까지는 하얀색 줄무늬 좌측에 불가리아의 국장이 그려져 있었으나 1991년에 이를 제거하여 오늘에 이르고 있다.

## 색상
| 색상 | 하양                  | 초록                | 빨강                |
| ---- | --------------------- | ------------------- | ------------------- |
| RGB  | 255–255–255 (#FFFFFF) | 0–150–110 (#00966E) | 214–38–18 (#D62612) |

## 기 목록

### 국가원수, 행정수반

대통령

### 군용

육군
해군 (함미기) 2005년 제정
해군 (함미기) 1991년 제정, 2005년 폐지
해군 (국적기) 1991년 제정

## 이전의 국기

### 7세기

불가리아 제1제국의 국기 (681년-1018년)
불가리아 제2제국의 국기 (1185년-1396년)
오스만령 불가리아의 국기 (1396년-1878년)

### 불가리아 왕국시대

국기
육군
1879년-1944년 해군 (함미기)
1908년-1944년 해군 (국적기)
1908년-1946년 왕기
1944년-1946년 불가리아 조국전선

### 불가리아 인민 공화국시대

1946년-1948년 국기
1948년-1967년 국기
1967년-1971년 국기
1971년-1990년 국기
1949년-1955년 해군 (함미기)
1955년-1990년 해군 (함미기)
1949년-1955년 해군 (국적기)
1955년-1963년 해군 (국적기)
1963년-1990년 해군 (국적기)

## 같이 보기
- 불가리아의 국장
- 불가리아의 국가